# Каран (Кугарчинский район)
Каран (баш. Ҡаруан) — село в Кугарчинском районе Республики Башкортостан Российской Федерации. Входит в состав Ижбердинского сельсовета.

## География

### Географическое положение
Расстояние до:
- районного центра (Мраково): 28 км,
- центра сельсовета (Сапыково): 5 км,
- ближайшей ж/д станции (Мелеуз): 98 км.

## Население
| 2002 | 2009 | 2010 |
| ---- | ---- | ---- |
| 155  | ↘136 | ↘119 |

Национальный состав
Согласно переписи 2002 года, преобладающая национальность — русские (80 %).